# Songs of Silence - Live in Tokyo
Songs Of Silence Live In Tokyo är gruppen Sonata Arcticas första livealbum, det släpptes 2002.

## Låtlista

### CD 1
1. "Intro"
2. "Weballergy"
3. "Kingdom For a Heart"
4. "Sing in Silence"
5. "False News Travel Fast"
6. "Last Drop Falls"
7. "Respect the Wilderness"
8. "FullMoon"
9. "The End of This Chapter"
10. "The Power of One" (bonuslåt i Asien)
11. "Replica"
12. "My Land"
13. "Black Sheep"
14. "Wolf & Raven"

### CD 2
Den asiatiska versionen innehåller en bonuslåt (10. The Power of One) och en bonus-CD med tre låtar;
1. "Blank File"
2. "Land of the Free"
3. "PeaceMaker" (studioversion)